# Bylacin
Bylacin – część wsi Sielnica w Polsce położona w województwie podkarpackim, w powiecie przemyskim, w gminie Dubiecko.
W latach 1975–1998 Bylacin administracyjnie należał do województwa przemyskiego.